# Itacuruba
Itacuruba là một đô thị thuộc bang Pernambuco, Brasil. Đô thị này có diện tích 438,57 km², dân số năm 2007 là 4097 người, mật độ 9,34 người/km².